# Salaciopsis
Salaciopsis es un género de plantas con flores con siete especies pertenecientes a la familia Celastraceae.

## Taxonomía
El género fue descrito por Edmund Gilbert Baker y publicado en J. Linn. Soc., Bot. 45: 287. 1921. La especie tipo es: Salaciopsis neocaledonica Baker f. 

## Especies
- Salaciopsis glomerata Hürl.
- Salaciopsis longistyla I.H.Müll.
- Salaciopsis megaphylla (Poiss. ex Guillaumin) Loes.
- Salaciopsis neocaledonica Baker f.
- Salaciopsis sparsiflora Hürl.
- Salaciopsis tapeinospermophylla Hürl.
- Salaciopsis tiwakae I.H.Müll.